# Philip Oltermann
Philip Oltermann (* 24. April 1981 in Norderstedt) ist ein deutsch-britischer Journalist. Er ist seit 2016 Leiter des Deutschlandbüros von The Guardian in Berlin.

## Leben
Philip Oltermann wuchs in Norderstedt bei Hamburg auf und zog 1997 nach London. Im Vereinigten Königreich studierte er englische und deutsche Literatur an der University of Oxford und dem University College London.
Er schrieb für Spiegel online eine Kolumne über den englischen Fußball. Außerdem schrieb er auch bei der Süddeutschen Zeitung, Prospect, London Review of Books, Granta und The Nation. Bei The Guardian wurde er stellvertretender Chefredakteur der Guardian-Website „Comment is free“.
Im Jahr 2016 übernahm Oltermann die Leitung des Deutschlandbüros von The Guardian in Berlin.

## Veröffentlichungen (Auswahl)
- Keeping Up with the Germans: A History of Anglo-German Encounters. Faber & Faber, London 2012, ISBN 978-0-571-24017-3.
- Dichter und Denker, Spinner und Banker: eine deutsch-englische Beziehungsgeschichte. Rowohlt Verlag, Reinbek 2013, ISBN 978-3-499-62523-7.
- The Stasi Poetry Circle: The Creative Writing Class that Tried to Win the Cold War. Faber & Faber, London 2022, ISBN 978-0-571-33119-2.